# NGC 4444
NGC 4444 is een balkspiraalstelsel in het sterrenbeeld Centaur. Het hemelobject werd op 15 maart 1836 ontdekt door de Engelse astronoom John Herschel.

## Synoniemen
- NGC 4444
- ESO 268-10
- MCG -7-26-7
- DCL 56
- IRAS12259-4259
- PGC 41043